# Erich Sloboda
Erich Sloboda (* 13. února 1929) byl slovenský a československý politik Komunistické strany Slovenska a poúnorový poslanec Národního shromáždění ČSSR a Sněmovny lidu Federálního shromáždění.

## Biografie
Ve volbách roku 1964 byl zvolen za KSS do Národního shromáždění ČSSR za Západoslovenský kraj. V Národním shromáždění zasedal až do konce volebního období parlamentu v roce 1968.
K roku 1968 se profesně uvádí jako vedoucí odboru výrobního podniku (n.p. Duslo Šaľa) z obvodu Galanta.
Po federalizaci Československa usedl roku 1969 do Sněmovny lidu Federálního shromáždění (volební obvod Galanta). Ve Federálním shromáždění setrval do konce volebního období parlamentu, tedy do voleb roku 1971. Ve volbách roku 1971 byl zvolen poslancem ONV za město Šaľa. K roku 1983 se uvádí jako poslanec MěNV v Šaľe. V roce 1986 jako předseda Městského výboru KSS.